# БМ-21В
БМ-21В је совјетски десантни вишецевни бацач ракета. Развијен је на бази чуненог вишецевног бацача ракета БМ-21 Град.

## Историја развоја
Са развојем овог система започето је 1960-тих година под руководством научно техничког института (рус. НПО) Сплав из руског града Туле. Развој овог борбеног система био је поверен Државном конструкторском бироу компресорске машиноградње.Полигонско војно испитивање извршено је на територији Рижевског полигона и Стругаокрасњенском полигону. Након завршетка тестирања 20. септембра 1967. Године по налогу Министарства одбране Совјетског Савеза №0220 систем је званично уврштен у аноружање од стране совјетске армије..

## Опис конструкције
Главни циљ развоја овог система био је опремање ваздушно десантних снага руске војске (рус. ВДВ) артиљеријским системом који ће им повећати ватрену моћ приликом десанта и омогућити уништавање напријатељске живе силе и оклопне технике. Главни пројектили којима се користи овај систем јесу високо-експлозивне ракете ракете М-21 ОФ које су способне да погоде ракете на удаљености од 20 km. У основи систем БМ-21В састоји се од.
1. Борбеног возила 9П125 ;
2. Транспортно возило 9Ф87В са низом стандардизованих преграда 9Ф37 за превоз муниције.
3. Невођена ракетна муниција.

### Борбено возило 9П125
Борбено возило 9П125 представља лакшу верзију возила које се користи за оригинални систем БМ-21 Град због ограничене носивости ваздухоплова и потрошње горива током његовог ваздушног транспорта. Првобитно је за транспортовање овог система коришћено војно возило ГАЗ-66-02 (ГАЗ-66А). Разликује се од возила ГАЗ-66 по томе што поседује витло и систем регулације притиска у гумама. Касније, овајс систем био монтиран на ГАЗ-66Б возило које је поседовало платнену цераду којом је била прекривена кабина возила. На платформи камиона монтиран је ласер на коме се налази 12 ракета. На задњем делу платформе налазе се два амортизера који треба да апсорбују трзај приликом пуцања.
Према постојећим номенклатурама овај систем користи следеће врсте муниције:
1. 3М16 —ракета са касетном бојевом главом, у бојевој глави налази се по 5 противпешадијских мина ПОМ-2 .
2. 9М28К — ракета са касетном бојевом главом, у бојевој налазе се по 3 противтенковске мине ПТМ-3.
3. 9М28С— ракета са одвојивом запаљивим бојевом главом.
4. 9М28Ф — ракета са одвојивом фугасном бојевом главом.
5. 9М42 — ракета са осветљавајућим пуњењем.
6. 9М43 — ракета са димном бојевом главом.

Утовар муниције у ласер може се вршити ручно или са земље а може се вршити и машински помоћу возила за транспорт и пуњење система ракетама 9Ф37В. Паљба се може вршити поједина или плотуном на директан начин или путем конзоле 9В366. са одређене удаљености. За борбене операције у ноћним условима, користи опрему за ноћно осматрање ПНВ-57. Навођење групе ракета врши се помоћу 9Ш118 система за ноћно осматрање, као и помоћу панорамског оптичког уређаја ПГ-1М и колиматора К-1. Механизам за навођење је ручног типа. Лансер на шасији транспортног возила који се налази у хоризонталном положају без без икаквих промена може мењати угао у распону от -70° до +70°, а у вертикалном положају од +15° до +54 у хоризонталном сектору до ±30° и од 0° до 54° и у хоризонталном сектору више од ±30°..
Током извођена десанта из ваздухоплова десанта и спуштања бацача користи се посебни ојачани падобрани МКС5-128М који су причвршћњни за специјалну платформу ПП-128-5000 на којој се налази вишецевни бацач приликом транспорта. Уциљу смањења висине система приликом транспорта авионом Ан-12, артиљеријске јединице су развиле платнени покретни кров који се лако може уклањати.
Авио транспорт до места предвиђеног за десант може се вршити авионима типа Ан-22 или Ил-76, са мањим ограничењима у погледу висине бацача који се транспортује. °..

## Транспортно возило
За превоз муниције користи се транспортно возило 9Ф37В са преградама за смештај ракета, које је такође базирано на ГАЗ-66Б. Возило са лансером такође се може транспортовати на платформи ПП-128-5000 уз коришћење падобрана типа МКС5-128М. За вођење борбе у ноћним условима овај систем је опремљен ПНВ-57В уређајем за ноћно осматрање. Радио комуникација обавља се успомоћ радио станице Р-105М као и радио станице Р-123 са додатном антеном. °..

## Ефикасност
Систем БМ-21В створен за потребе ваздушно десантних снага (ВДВ)је као замена за вучни систем РПУ-14. У поређењу са РПУ-14, М-12Б има два пута већи домет (20 km према 9,8) са повећањем површине на којој делује за 1,5 пута у односу на основну верзију М-21ОФ као и могућност слетања у напуњеном стању, што побољшава маневрисање и борбена готовост.

## Литераура
- Карпенко А. В. Полевая десантируемая реактивная система М-21В «Град-В» с боевой машиной БМ-21В (9П125) // Современные реактивные системы залпового огня. — pp. 22—24. — 76 стр.